# لاي تشو-إن
لاي تشو-إن (بالصينية: 賴主恩) (مواليد 23 يوليو 1996) هو ملاكم تايواني، مثّل بلاده في الألعاب الأولمبية الصيفية 2016.

## روابط خارجية
لاي تشو-إن على موقع بوكس ريك (الإنجليزية) (registration required)
- لاي تشو-إن على موقع اللجنة الأولمبية الدولية (الإنجليزية)
- لاي تشو-إن على موقع أوليمبيديا (الإنجليزية)